# Elof Lindbäck
Johan Elof Lindbäck, född 28 mars 1912 i Nederkalix församling, Norrbottens län, död 7 maj 1981 i Stockholm, var en svensk tecknare och målare. 
Lindbäck, som växte upp i byn Börjelsbyn, blev tidigt föräldralös och lämnade Norrbotten för att utbilda sig till konstnär i Stockholm. 
Naturskildringar och människor i vardagsmiljöer var hans huvudsakliga motiv. Han avbildade gärna naturen i Norrbotten, på Gotland och i Stockholms skärgård. Helst arbetade han i olja och akvarell, men var en även en duktig tecknare. Han anlitades ofta av Natur & Kultur som illustratör.
Lindbäcks konst har ställts ut på Liljevalchs vårsalong och Waldemarsudde.